# Calypogeiaceae
Calypogeiaceae es una familia de hepáticas del orden Jungermanniales. Tiene los siguientes géneros:

## Descripción
Calypogeiaceae pertenece al grupo de las hepáticas frondosas. Son de tamaño pequeño a mediano, y no son o poco ramificadas. Estolones ausentes. Los tallos tienen bordes enteros, hojas de borde en parte premolares. La posición de la hoja se sobrepasa, es decir, el borde superior de una hoja se superpone al borde inferior de la hoja siguiente. Las células de las hojas son relativamente grandes, de paredes finas y tienen 2 a 13 aceites botrioidales, generalmente incoloros. La cápsula de esporas es cilíndrica a ovoide. A menudo, los propágulos se forman en los ápices hacia arriba, estos se utilizan para la propagación vegetativa.

## Taxonomía
Calypogeiaceae fue descrita por Hampus Wilhelm Arnell y publicado en Hartmans Handbok i Skandinaviens Flora 2(a): 189. 1928.

## Géneros
- Calypogeia
- Cincinnulus
- Eocalypogeia
- Kantius
- Metacalypogeia
- Mnioloma